# Tom Meeusen
Tom Meeusen (Brasschaat, 7 de novembre de 1988) fou un ciclista belga, professional des del 2007 fins al 2022. Es va especialitzar en el ciclocròs.

## Palmarès en ciclocròs
- 2005-2006
  - 1r al Superprestige júnior
- 2007-2008
  -  Campió de Bèlgica sub-23 en ciclocròs
  - 1r al Trofeu GvA sub-23
- 2009-2010
  - 1r a la Copa del món de ciclocròs sub-23
  - 1r al Superprestige sub-23
  - 1r al Trofeu GvA sub-23

## Palmarès en ruta
- 2011
  - Vencedor d'una etapa a la Volta a Sèrbia